# Löffingen
Löffingen es una ciudad en el distrito de Brisgovia-Alta Selva Negra en Baden-Württemberg, Alemania. Está situado 14 km al suroeste de Donaueschingen y 40 km al sureste de Friburgo.
A 31 de diciembre de 2015 tiene 7564 habitantes.
Se conoce su existencia desde el año 819. En 1270, la Casa de Fürstenberg le otorgó los derechos de ciudad. La actual ciudad fue creada entre 1970 y 1975 mediante la incorporación de los antiguos municipios de Seppenhofen, Göschweiler, Bachheim, Dittishausen, Reiselfingen y Unadinge.